# Нагірна вулиця (Київ)
Нагі́рна вулиця — вулиця в Шевченківському районі міста Києва, місцевість Татарка. Пролягає від початку забудови до Татарської вулиці.
Прилучаються вулиці Овруцька, Якубенківська, Половецька, провулки Нагірний, Іллі Рєпіна, Айвазовського та Смородинський узвіз.

## Історія
Вулиця виникла наприкінці XIX століття і відтоді відома під сучасною назвою (за географічною ознакою). До початку 1960-х років починалася від вулиць Макарівської та Академіка Ромоданова. Скорочена у зв'язку із прокладанням Подільського узвозу і викликаною цим зміною рельєфу. З 1975 року — вулиця Петра Каркоця, на честь радянського партійного діяча П. К. Каркоца. Історичну назву вулиці було відновлено 1991 року.

## Забудова
Будинки по вулиці являють собою суміш різних епох та стилів. Залишилося досить багато будинків початку XX ст. (№ 2, 4, 5, 7, 13/2, 14, 16/13, 17, 19). Серед них виділяється будинок № 14, зведений приблизно у 1909 році, у стилі модерн.
Також є кілька яскравих представників радянської архітектури 1940-1950-х років — будинок № 8/32 (1940 р.) та «сталінки» 1956—1957 рр. (буд. № 6/31 и № 10). Далі по вулиці — корпуси Інституту автоматики, зведені у 1970-х роках, які зараз здебільшого використовуються під офіси.

### Зображення

Місце колишнього (до початку 1960-х рр.) пролягання початкової ділянки вулиці, нині — початок Подільського узвозу
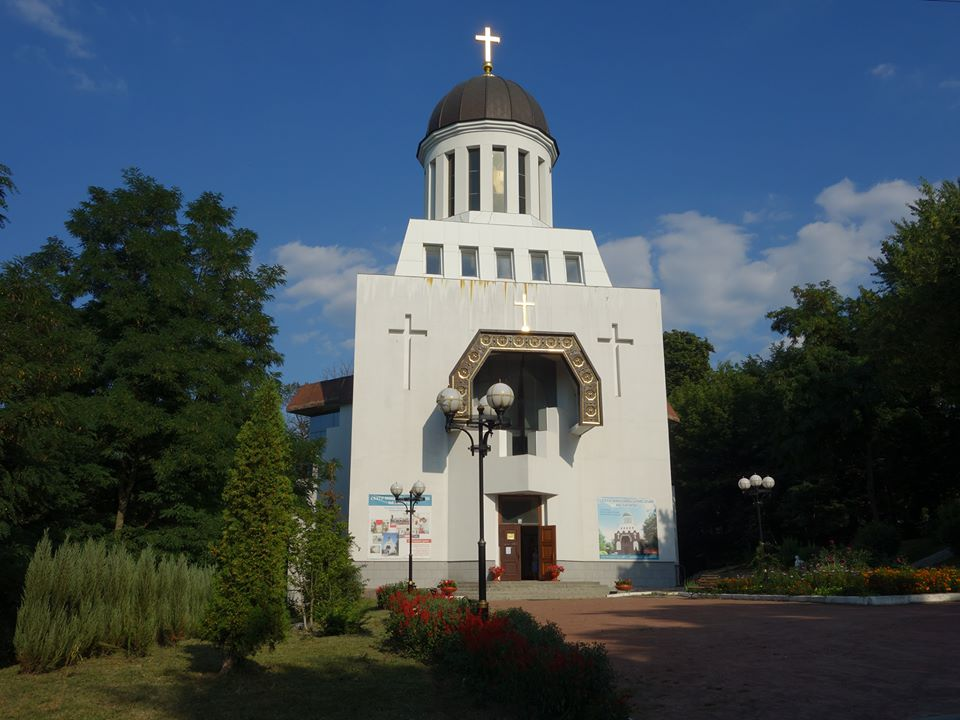
Будинок № 1 (Свято-Миколаївський храм (2005 — 2011) — частина Меморіального комплексу пам'яті жертв Чорнобиля)
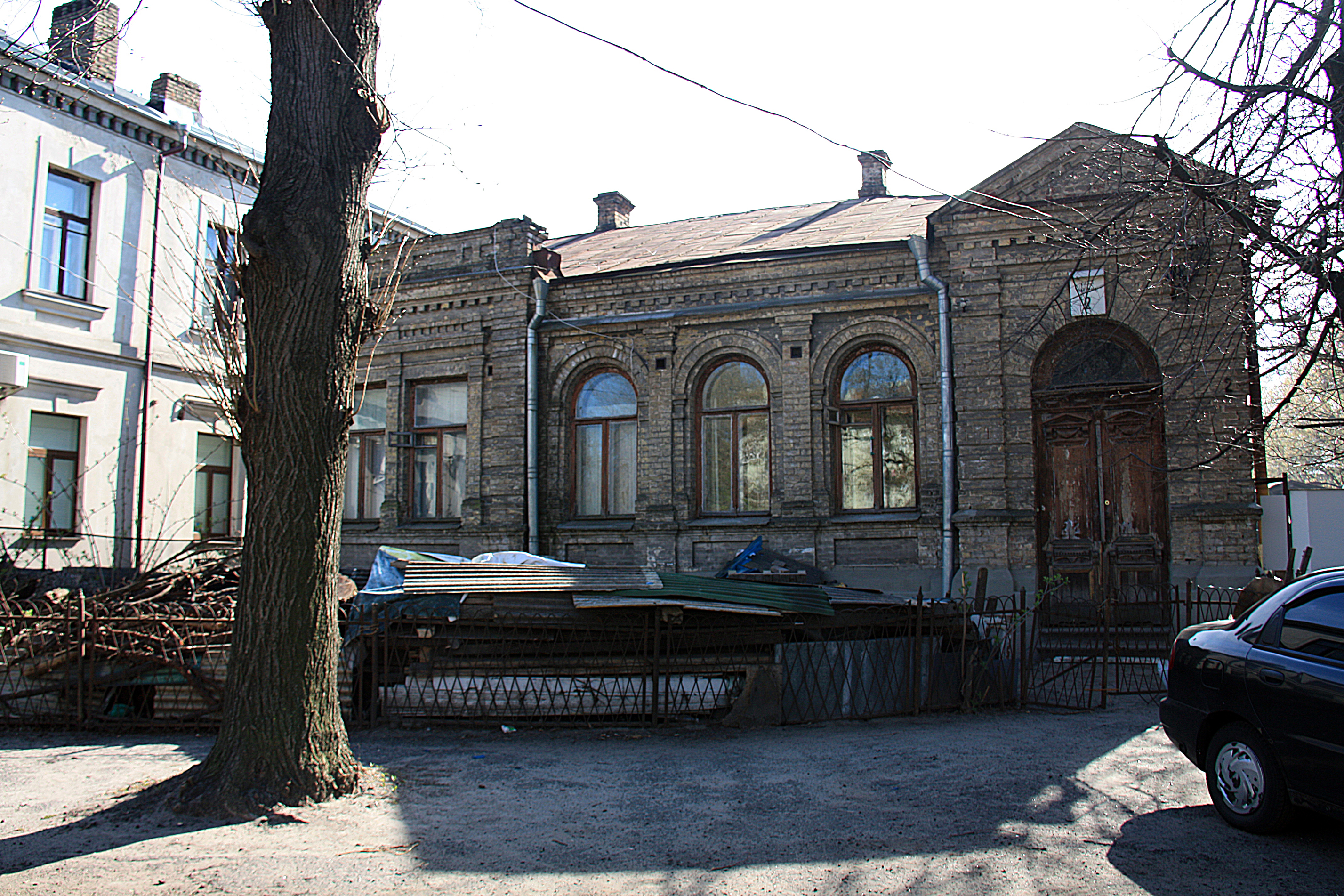
Будинок № 2
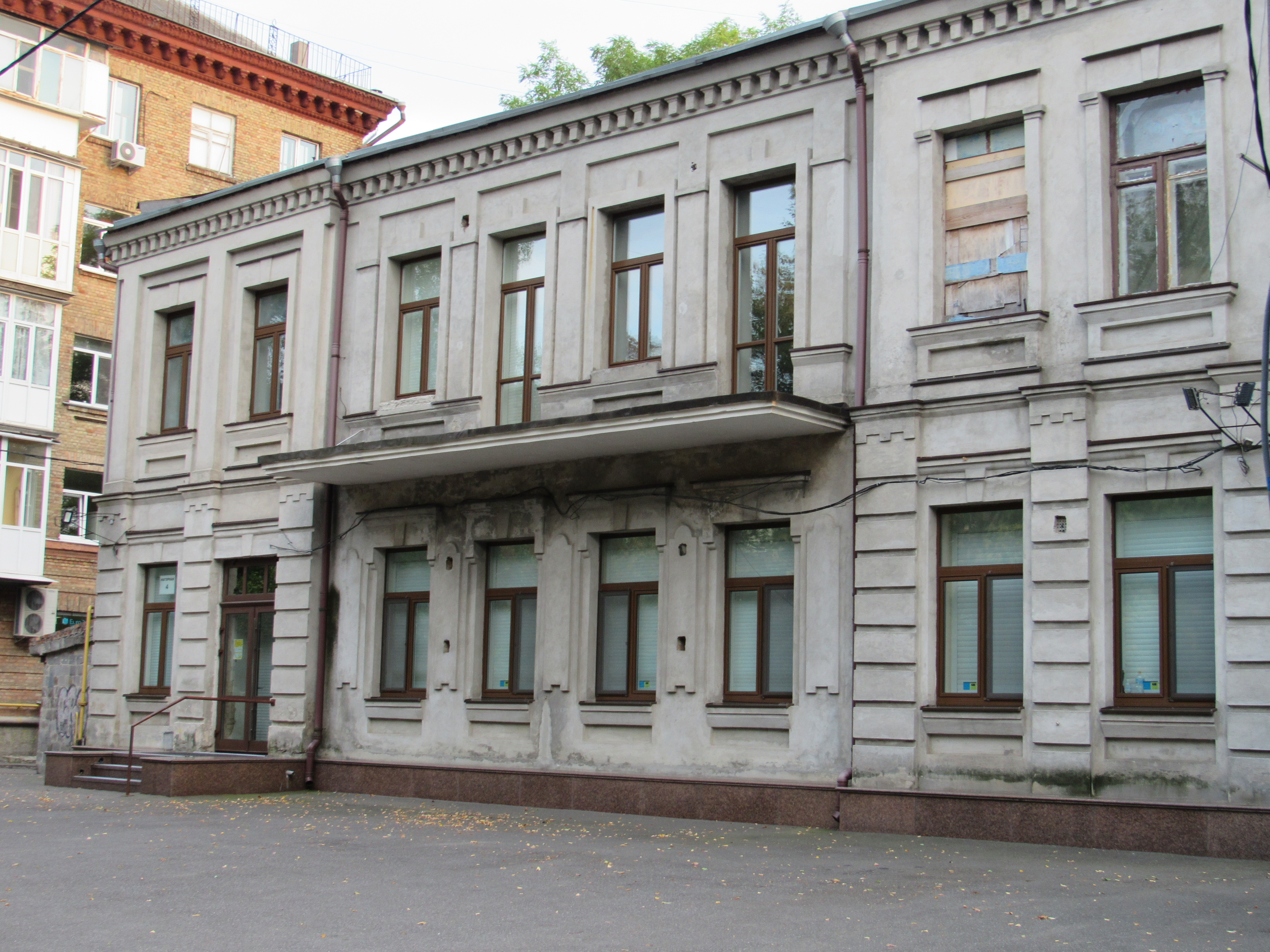
Будинок № 4
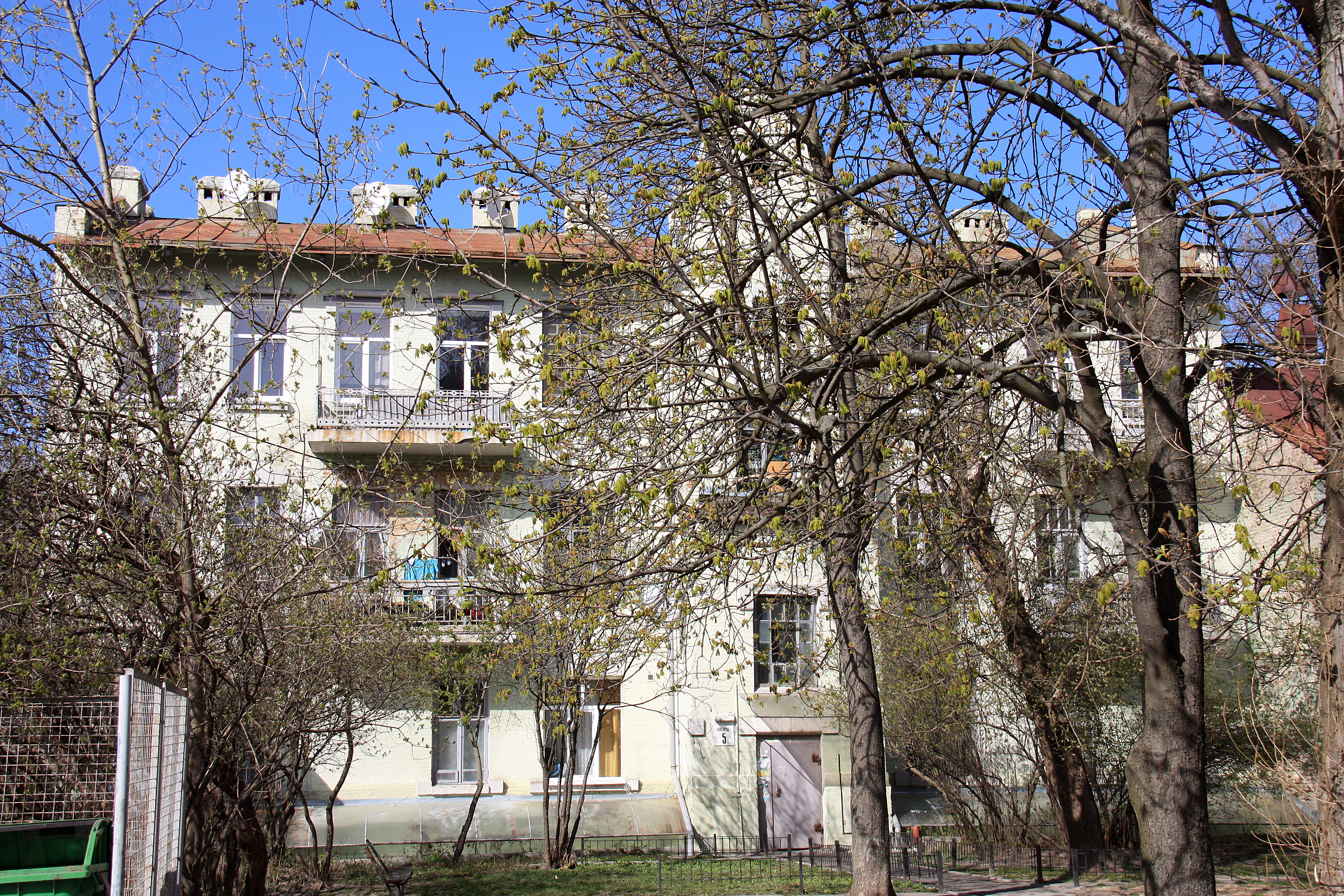
Будинок № 5
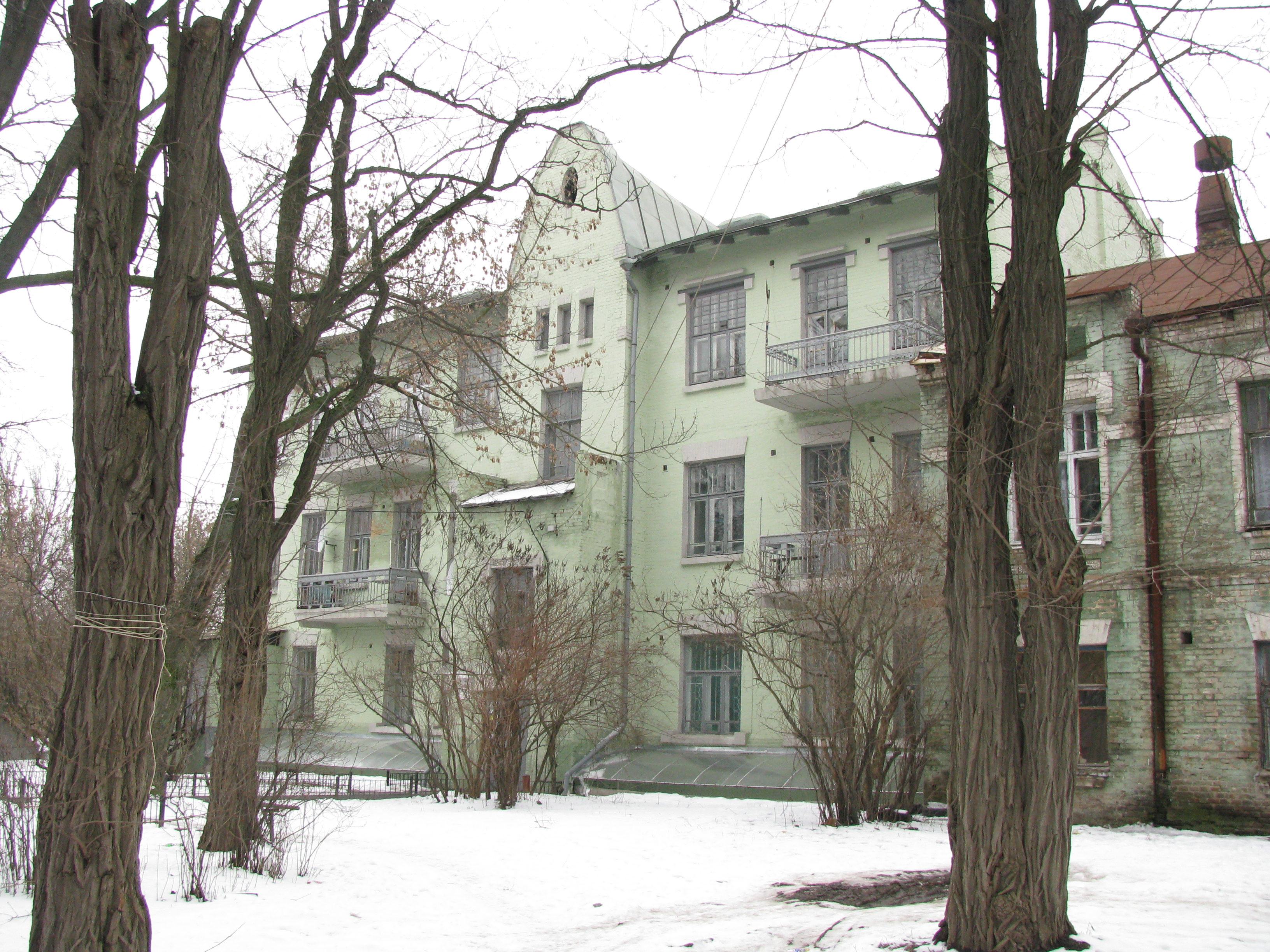
Житловий будинок, Київ, вул. Нагірна, 5
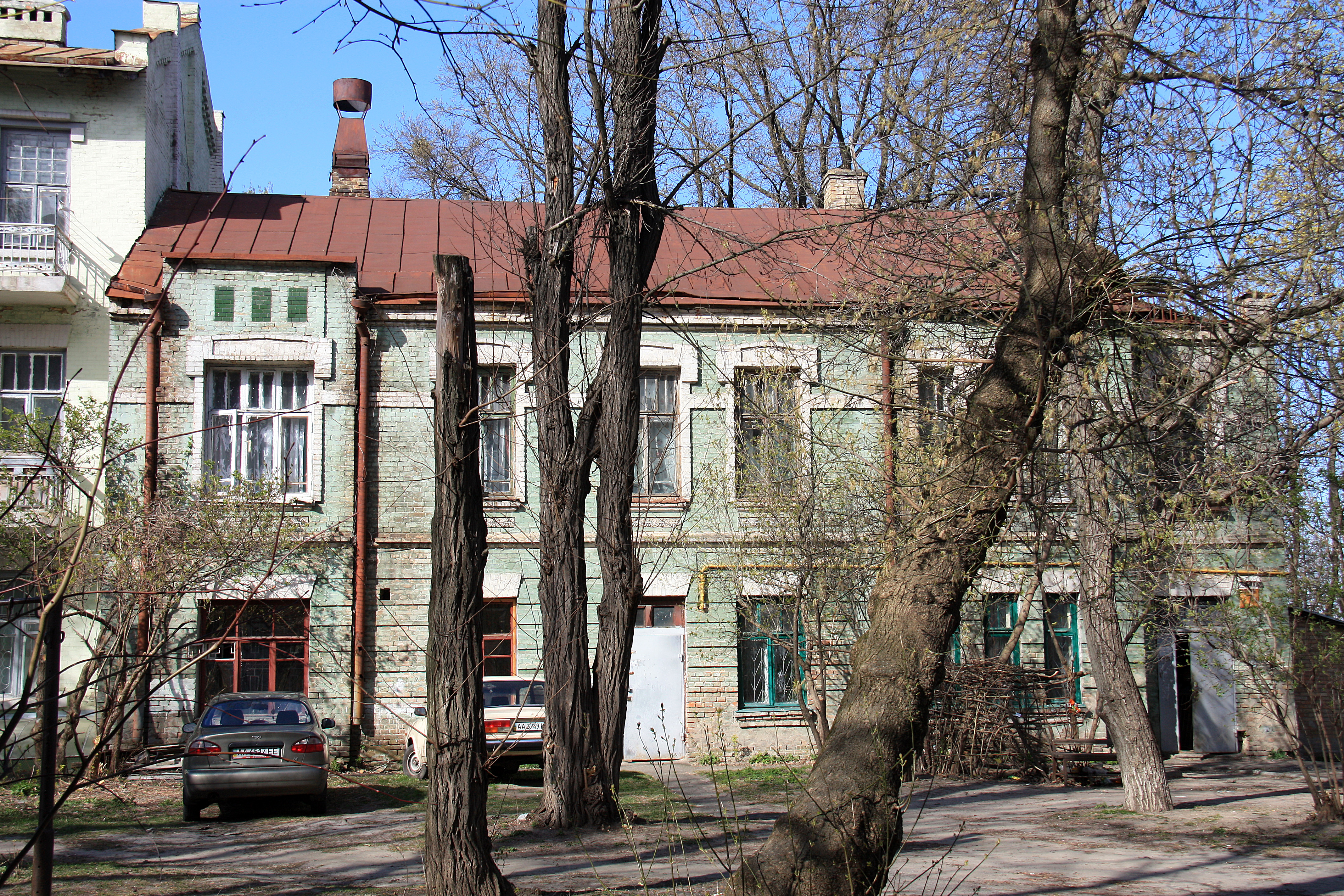
Будинок № 7
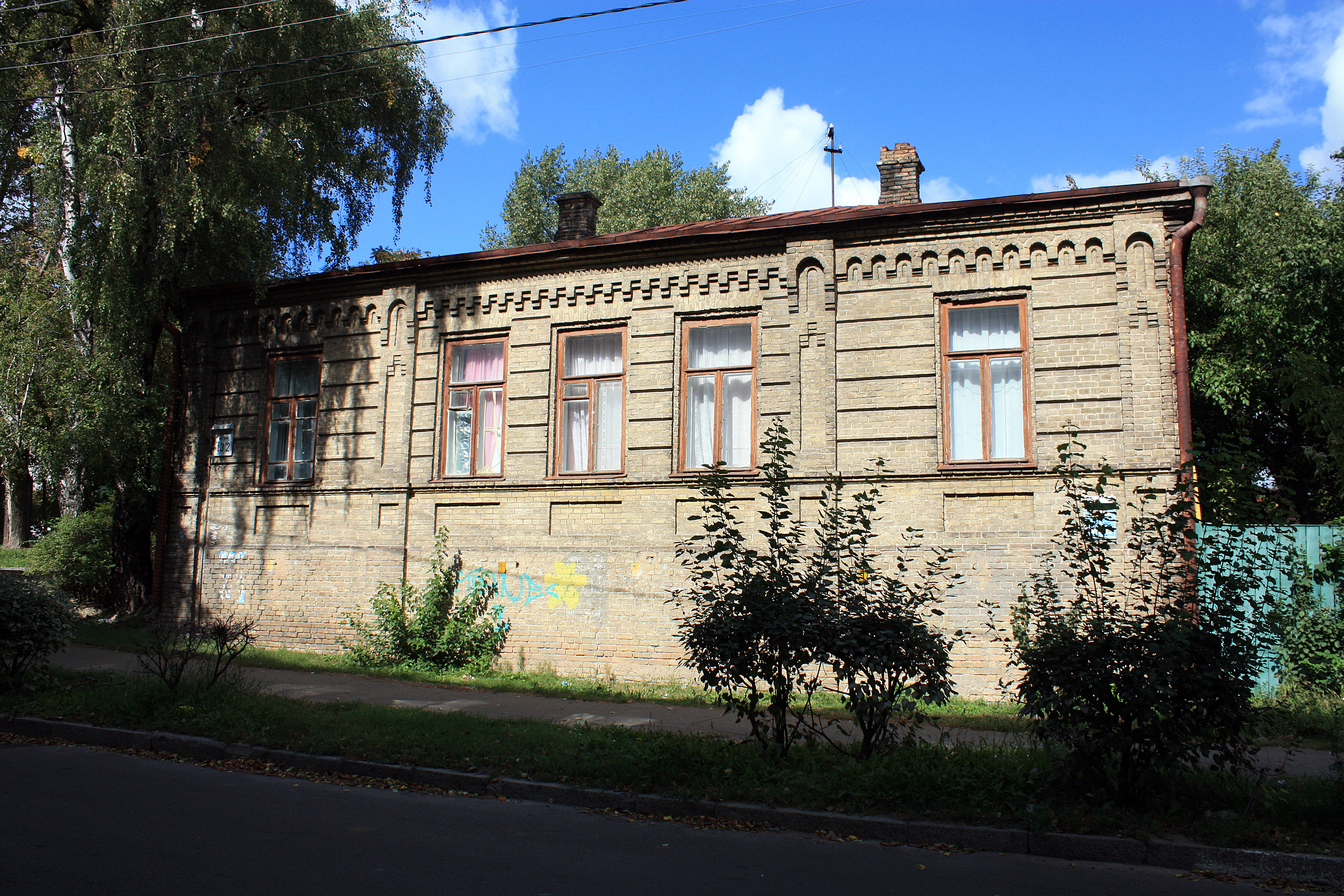
Будинок № 13/2
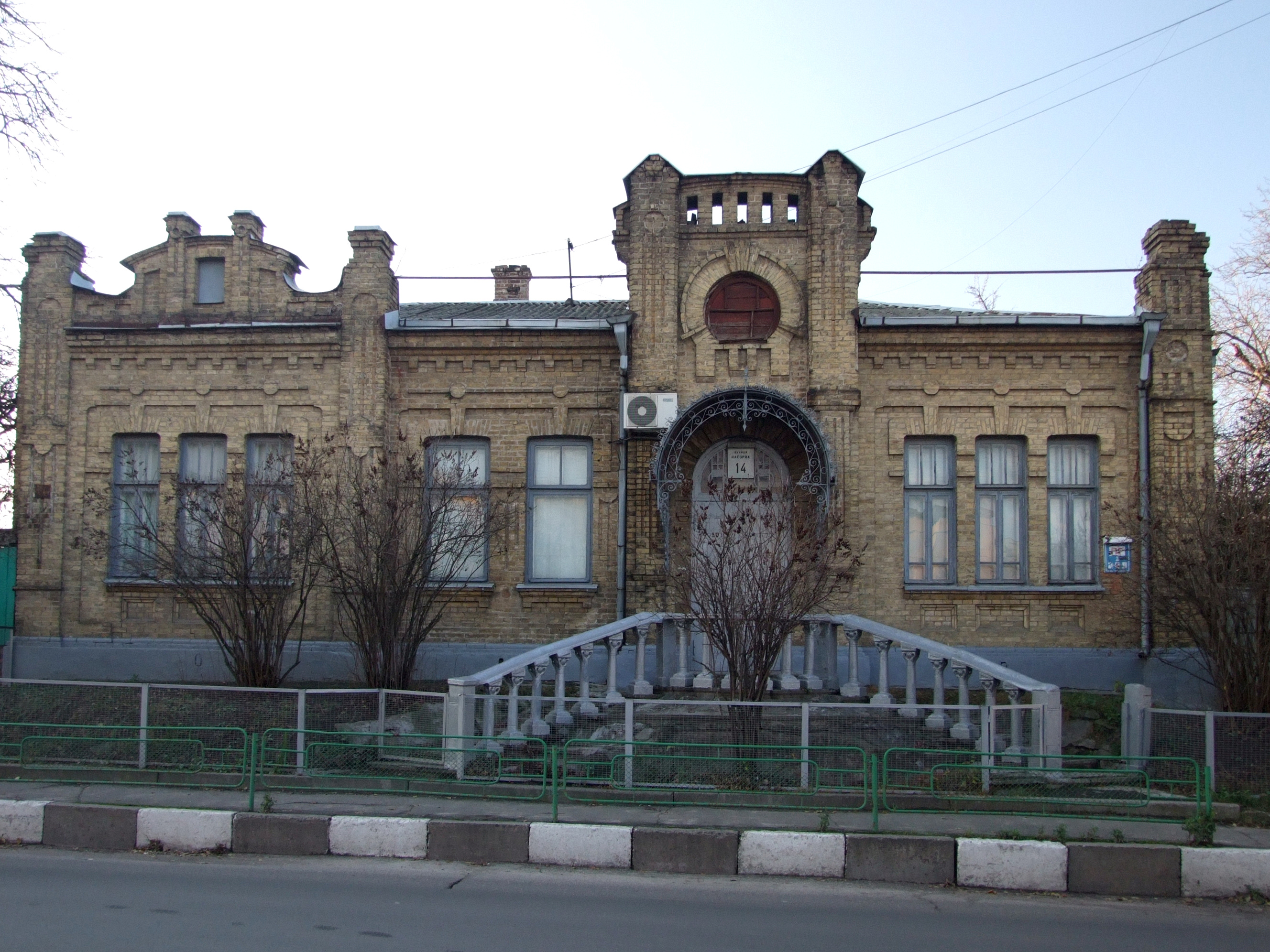
Будинок № 14
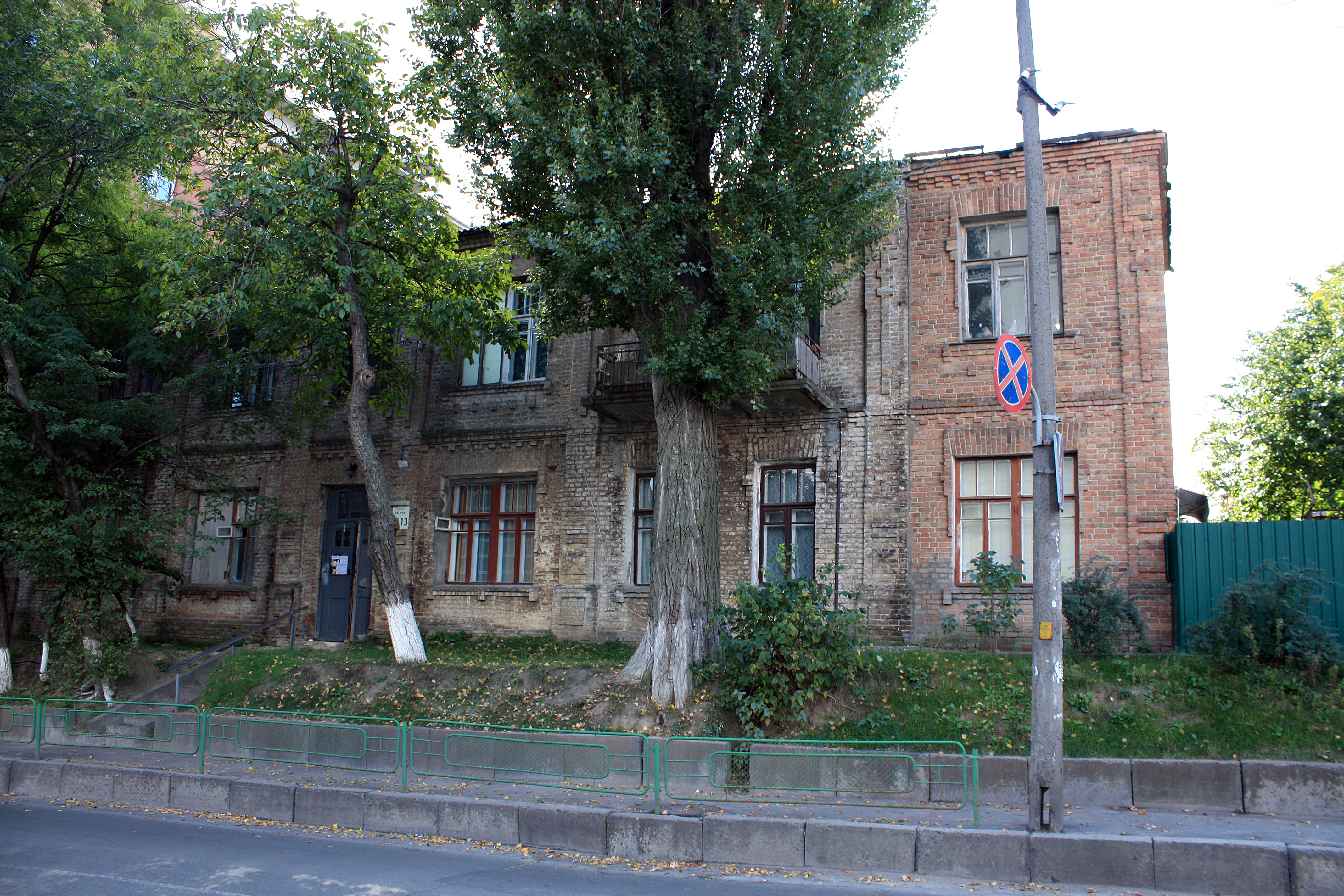
Будинок № 16
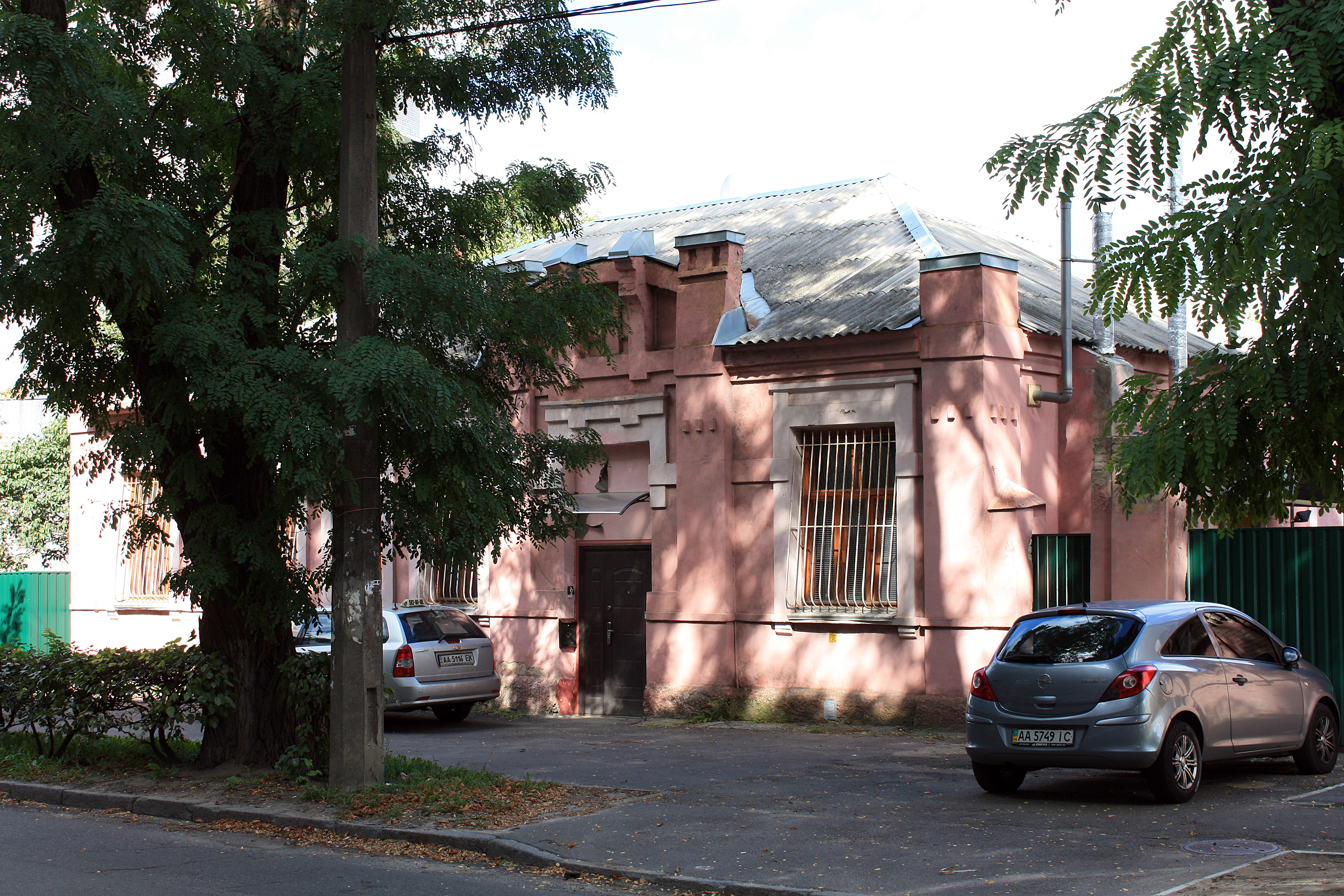
Будинок № 17
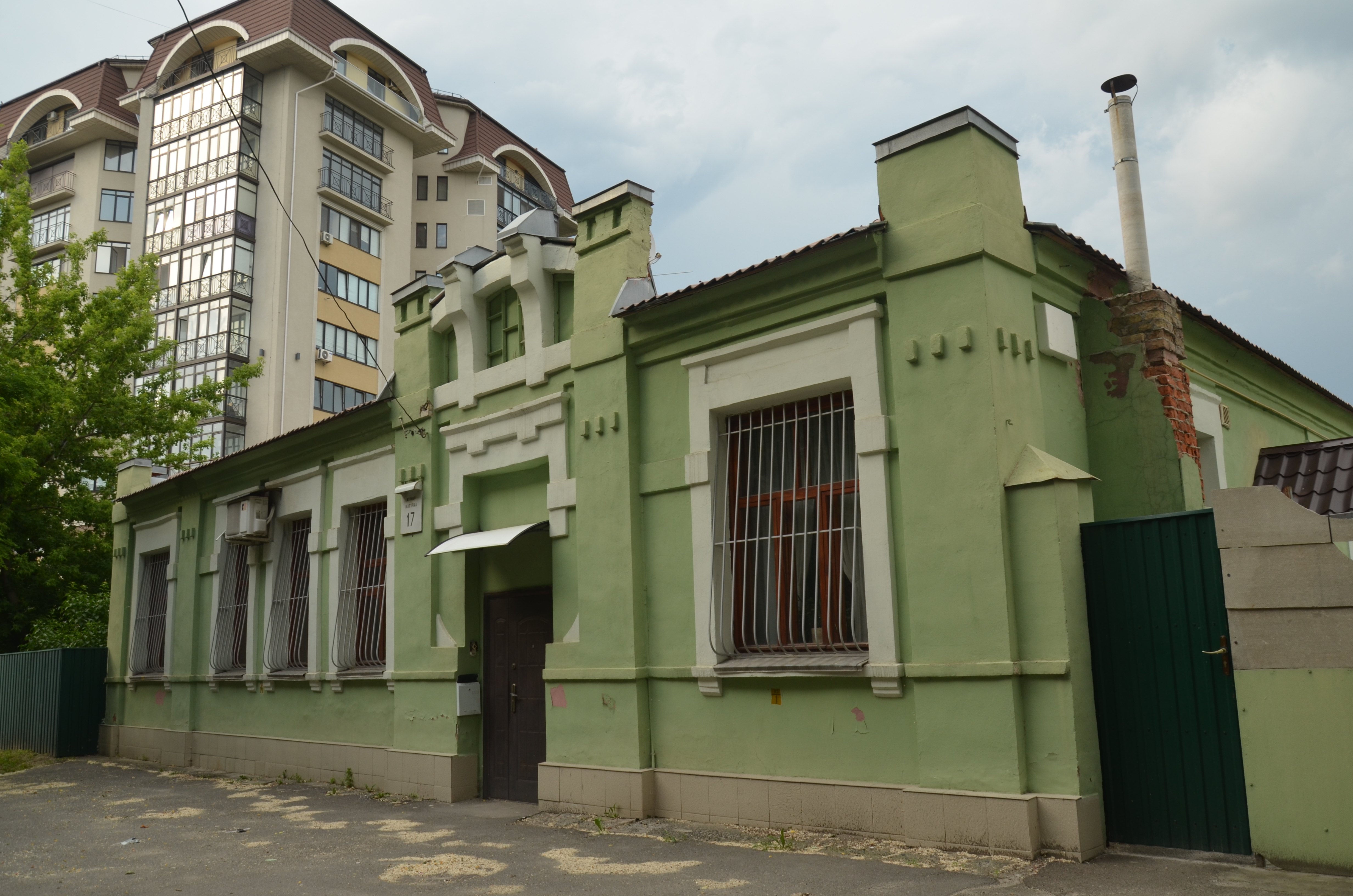
Житловий будинок, Київ, вул. Нагірна, 17
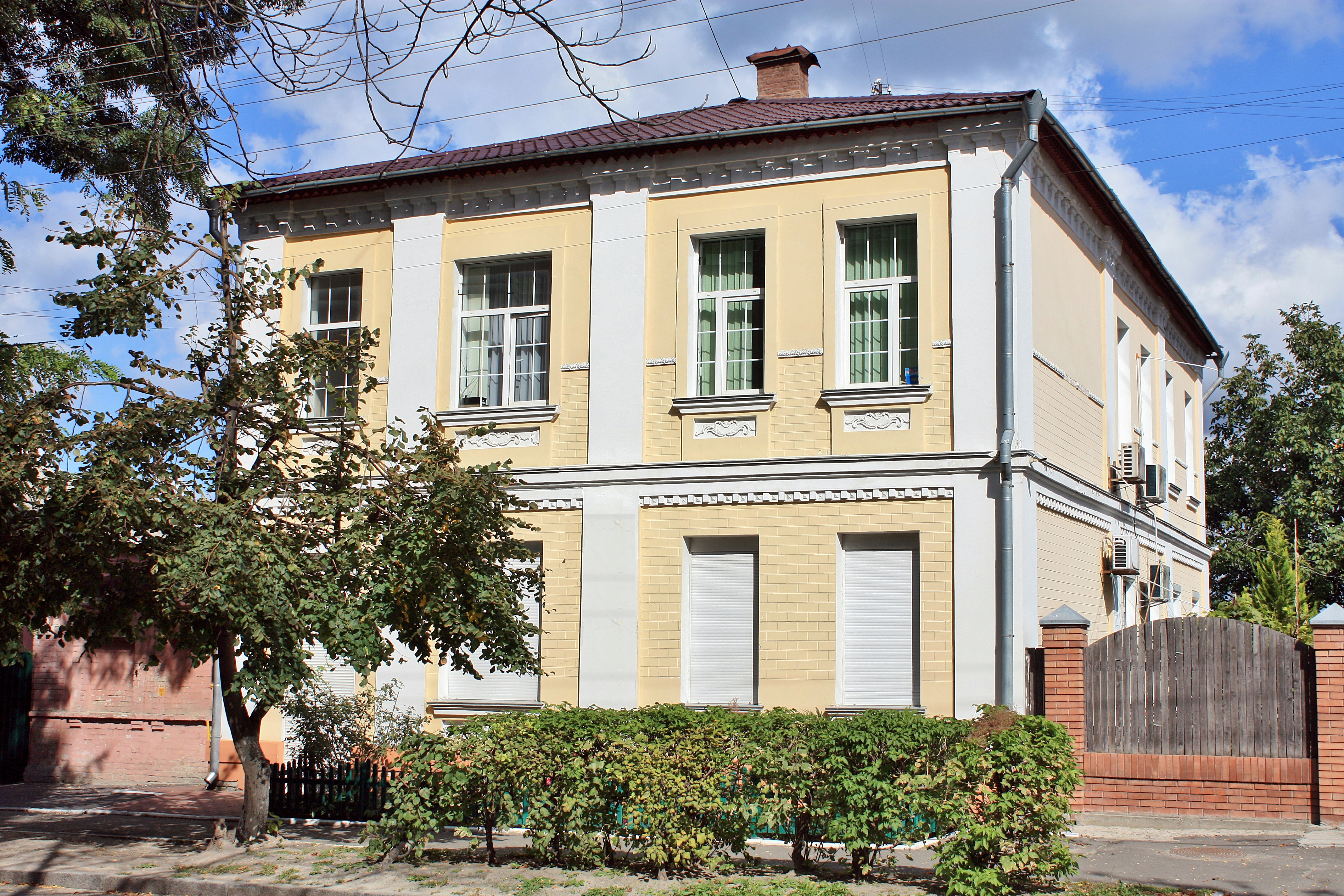
Будинок № 19

## Установи
- Служба зовнішньої розвідки України (буд. №-24)
- Свято-Миколаївська церква на Татарці (буд. № 1)
- Посольство Індонезії (буд. № 27-Б)
- Інститут автоматики (буд. № 22)

## Цікаві факти
Коло будинку № 12 росте Татарський дуб, віком близько 300 років. Його висота 25 м, обіймище 3,90 м. Є пам'яткою природи місцевого значення.